# Кулинич Сергій Вікторович
Сергій Вікторович Кулинич (нар. 9 січня 1995; Мала Токмачка) — український футболіст, захисник.

## Біографія

### Клубна кар'єра
Вихованець ДЮСШ ФК «Металург» (Запоріжжя), перший тренер — Олександр Рудика
. За словами фахівця, хлопці 1995 року народження вважалися в «Металурзі» не надто вдалим набором. Проте з цього року Сергій Кулинич, Артур Кузнецов, Микита Татарков і Едуард Соболь викликалися до збірної України U-20, а Тимофій Шеремета — в молодіжну.
Після завершення навчання Кулинич був зарахований в юнацьку команду запоріжців, де дебютував 5 вересня 2012 в поєдинку з сімферопольською «Таврією». З сезону 2013/14 років футболіст вже був основним виконавцем у молодіжній команді.
У наступному сезоні 1 березня 2015 року дебютував в українській Прем'єр-лізі. Футболіст провів на полі всі 90 хвилин зустрічі з «Говерлою». Через тиждень зіграв 45 хвилин матчу з донецькими одноклубниками. В перерві був замінений на Нурудіна Орелесі. 26 грудня 2015 року стало відомо, що Сергій залишив «Металург» і займається пошуками нової команди, а 18 січня 2016 року було повідомлено, що футболіст знаходиться на перегляді в клубі «Мінськ», з яким у підсумку підписав контракт на 2 роки. У складі «городян» використовувався як правий центральний захисник, хоча й не мав постійного місця в основному складі. У сезоні 2017 вже закріпився у стартовому складі мінчан, тільки у вересні та жовтні не грав через травму.
У січні 2018 року відправився на перегляд в донецький «Олімпік» і в підсумку підписав з ним контракт. Влітку 2018 поповнив ряди футбольного клубу «Спартак» з сербського міста Суботиця.

### Кар'єра в збірній
Своєю грою Кулинич привернув до себе увагу тренера юнацької збірної України (U-20) Олександра Петракова, команда якого в цей час готувалася до поїздки на чемпіонат світу 2015 року серед молодіжних команд. Футболіст пройшов з «жовто-синіми» збори в Туреччині, але в Нову Зеландію на сам чемпіонат не поїхав.